# Jazz del Malawi
Il Jazz del Malawi prese piede negli anni '60, insieme alla musica kwela sudafricana.

## Storia
Il Malawi è un paese nel sud-est dell'Africa, abitato da una grande varietà di gruppi etnici; il Chewa sono il gruppo più grande. In tempi moderni, poche canzoni Malawi hanno raggiunto fama internazionale, anche se il paese ha le sue celebrità musicali che sono ben noti in alcuni ambienti stranieri.
Una delle cause principali della recente fusione musicale in Malawi fu la seconda guerra mondiale, quando i soldati portarono la musica da terre lontane. Alla fine della guerra, la chitarra e il banjo, entrambi importati, erano gli strumenti Kwelais più popolari nelle band di danza.

## Jazz e Kwela
Alla fine degli anni 1960, la musica kwela sudafricana era popolare in Malawi; il paese ha prodotto le proprie stelle kwela come Daniel Kachamba & His Kwela Band.
Anche le jazz band del Malawi divennero popolari; nonostante il nome, il jazz malawiano ha poco in comune con il suo omonimo americano. Musicisti locali suonavano strumenti acustici, spesso in modo tradizionale, tra cui i Jazz Giants, la Linengwe River Band, la Mulanje Mountain Band e i Chimvu Jazz. Fino ai primi anni '70, le chitarre elettriche divennero comuni e con l'influenza della scena musicale americana, rock and roll, soul e funk, diedero vita a una fusione chiamata "Afroma". La band New Scene, guidata da Morson Phuka, era l'esponente più noto di "Afroma".
Gli anni '80 videro la popolarità del soukous della Repubblica Democratica del Congo (allora Zaire) e il risultato fu una varietà del Malawi chiamata kwasa kwasa. Anche la musica gospel divenne popolare durante questo periodo, e ancora di più negli anni '90. La visita del papa nel 1989 contribuì molto a ispirare l'ascesa della musica gospel, alimentata anche dall'intensa povertà del paese. Anche il reggae divenne immensamente popolare, soprattutto lungo il lungolago pieno di turisti.
La musica tradizionale malawiana ha anche trovato un certo successo commerciale, come i fusionisti popolari Pamtondo, la cui musica utilizza i ritmi dei popoli Lomwe, Makuwa e Man'ganja. C'erano anche artisti più tradizionalisti, come Alan Namoko.
Esiste una Malawi Broadcasting Corporation e gli ascoltatori abituali di "Radio One" sanno che gli artisti stranieri preferiti del Malawi sono Don Williams, Shaggy e i sudafricani Lucky Dube e Brenda Fassie.

## Musicisti malawiani di spicco
- Joseph Tembo
- Black Missionaries
- Lucius Banda
- Tony Bird
- Erik Paliani
- Masauko Chipembere Jr
- Tay Grin (Limbani Kalinani)
- Evison Matafale
- Michael-Fredrick Paul Sauka
- Esau Mwamwaya
- Ritaa
- Real Elements
- Wambali Mkandawire
- Ray Phiri
- Gwamba
- Zomba Prison Project
- Tsar Leo
- Home Grown African
- Young Kay
- Blasto